# Roetvliegenvanger
De roetvliegenvanger (Muscicapa sibirica) is een vogelsoort uit de familie van de Muscicapidae (vliegenvangers). De eerste waarneming van deze soort in Nederland vond plaats op 5 oktober 2024 in Ganzenhoek (Meijendel, Wassenaar).

## Verspreiding en leefgebied
Deze soort komt voor van centraal en oostelijk Azië tot Zuidoost-Azië en telt vier ondersoorten:
- Muscicapa sibirica sibirica: van centraal en zuidelijk Siberië tot Korea en Japan.
- Muscicapa sibirica gulmergi: noordoostelijk Afghanistan en de noordwestelijke Himalaya.
- Muscicapa sibirica cacabata: van de centrale Himalaya tot zuidelijk Tibet en noordoostelijk India.
- Muscicapa sibirica rothschildi: van centraal en zuidelijk China tot noordelijk Myanmar en noordwestelijk Vietnam.